# Limpiville
Limpiville is een gemeente in het Franse departement Seine-Maritime (regio Normandië). De gemeente telt 340 inwoners (1999). De plaats maakt deel uit van het arrondissement Le Havre.

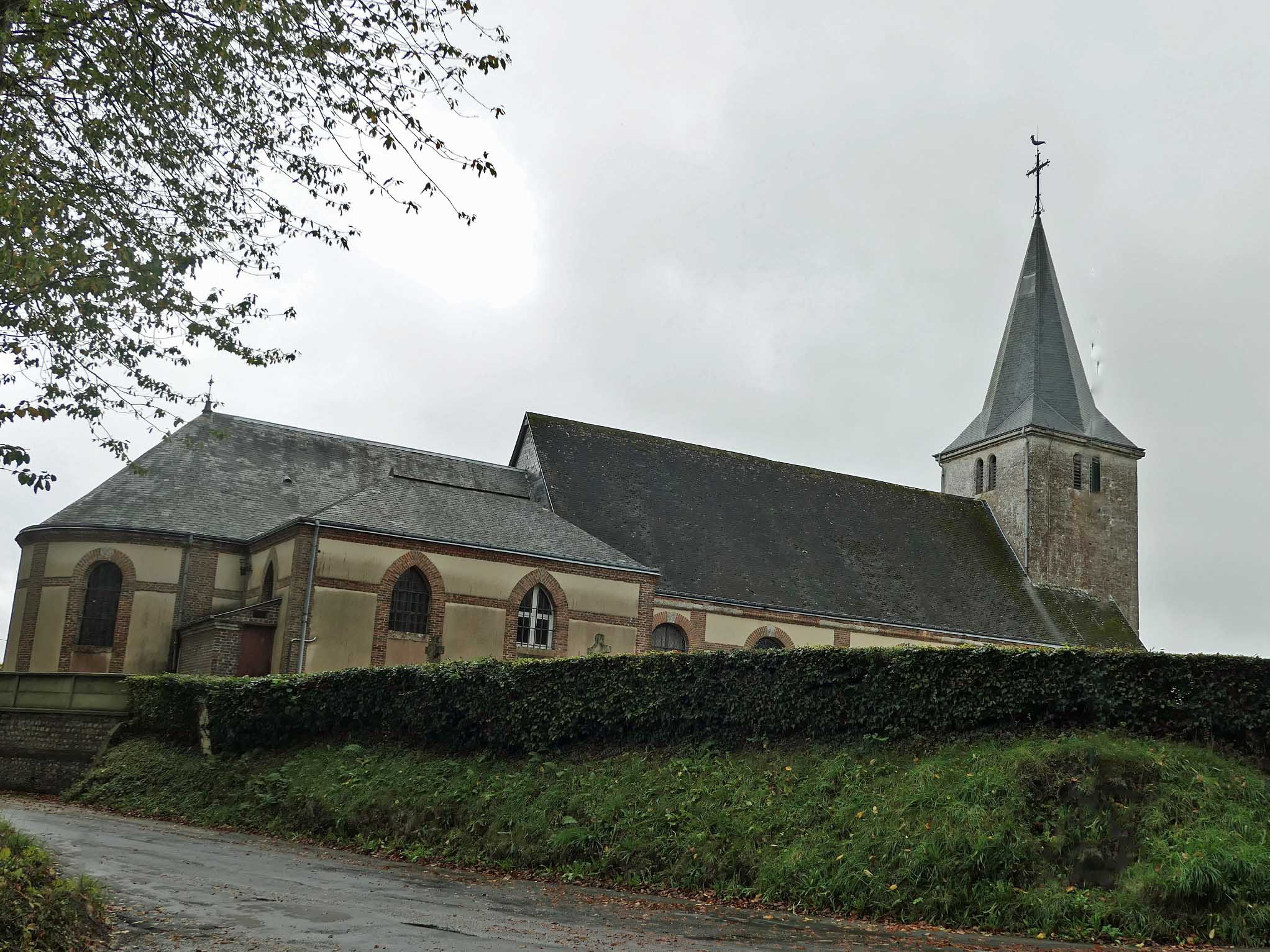
Église Notre-Dame

## Geschiedenis
Oude vermeldingen van de plaats gaan terug tot 1023 als Leopini villam en 1025 als Limpivillam. De 18de-eeuwse Cassinikaart toont hier het dorp Limpiville en vermeldt ook het kasteel (Chau. de Limpiville).
Op het eind van het ancien régime eind 18de eeuw, toen de gemeenten werden gecreëerd, werd Limpiville een gemeente.
In 1973 werd Limpiville, met de gemeenten Sorquainville en Thiétreville, samengevoegd met Ypreville-Biville tot fusiegemeente Saint-Michel-en-Caux. Na minder dan 6 jaar werd de fusie echter weer ongedaan gemaakt en vanaf 1979 werd Limpiville weer een zelfstandige gemeente.

## Geografie
De oppervlakte van Limpiville bedraagt 4,2 km², de bevolkingsdichtheid is 81,0 inwoners per km².
De onderstaande kaart toont de ligging van Limpiville met de belangrijkste infrastructuur en aangrenzende gemeenten.

## Bezienswaardigheden
- De Église Notre-Dame
- Het Kasteel van Le Vaudroc (Château du Vaudroc)

## Demografie
Onderstaande figuur toont het verloop van het inwonertal (bron: INSEE-tellingen).